# Basta (A-cappella-Gruppe)

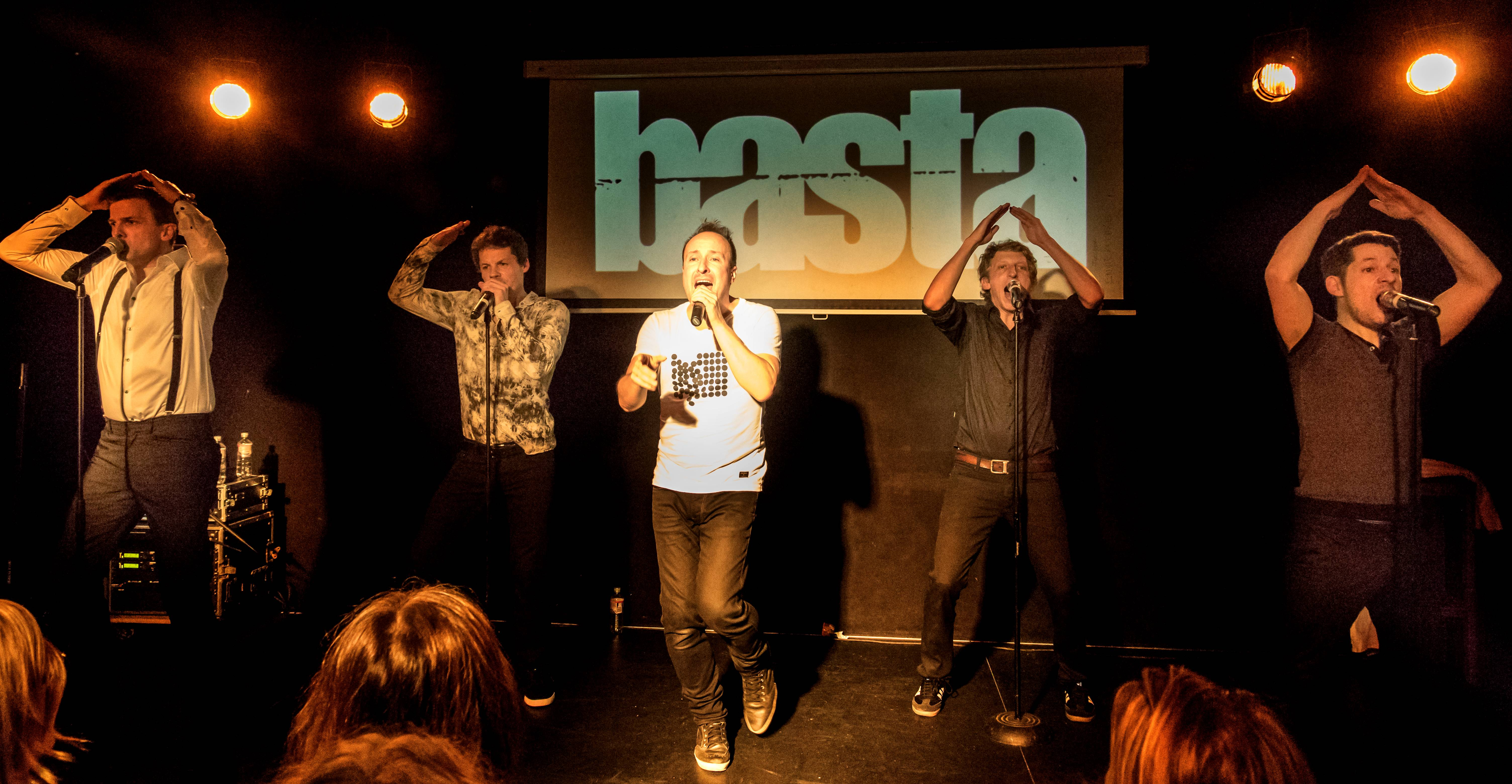
Basta, 2015

Basta ist eine deutsche A-cappella-Gruppe aus Köln. Sie besteht aus fünf Sängern, die ihre Stücke meist selbst schreiben und arrangieren.

## Geschichte
Basta entwickelte sich aus den A-cappella-Gehversuchen der Schulfreunde René Overmann und William Wahl. Die beiden hatten schon als Teenager zusammen Musik gemacht und ihr Taschengeld während Schulzeit und Studium mit A-cappella-Musik aufgebessert. Die beiden sangen in unterschiedlichen Formationen, bis sie zusammen mit Werner Adelmann beschlossen, ein Bühnenprogramm mit eigenen Liedern auf die Beine zu stellen. Nach Zeitungsannoncen und Casting fiel die Entscheidung auf Andreas Hardegen als Bass. In dieser Besetzung gab die Gruppe unter dem Namen Basta im Jahr 2000 die ersten Konzerte.
Nach der Verpflichtung Klaus Tröschers als Manager (der auch BAP, Rüdiger Hoffmann und Ingo Appelt managte) unterschrieb die Gruppe einen Plattenvertrag bei BMG, es folgten die CDs basta (2002) und b (2004). Konzerte fanden nicht mehr nur regional, sondern in ganz Deutschland statt. Wichtig für den Erfolg der Band waren auch die Fernsehauftritte, vor allem ihr Gastspiel als Barbara Schönebergers Hausband im Comedy-Champ-Wettbewerb des ZDF und ihr Auftritt vor acht Millionen Zuschauern in der von Jörg Pilawa moderierten PISA-Show.
2004 erfolgte das bis dahin größte Konzert vor 2000 Zuschauern in der Kölner Philharmonie, das vom WDR ausgestrahlt wurde. 2005 gastierten sie nach einem Auftritt vor 120.000 Zuschauern beim Kölner Weltjugendtag in der ausverkauften Kölner Oper. Anschließend folgten die dritte CD Wir kommen in Frieden und die eigene TV-Show „...und basta!“ im WDR. 2006 strahlte der WDR die erste Staffel mit sechs Folgen aus. 2007 folgte die zweite, 2009 die dritte Staffel mit sieben Folgen.
2007 nahm basta die vierte CD Wir sind wie wir sind auf und schaffte es mit dem Album erstmals in die deutschen Albumcharts. Zur Fußball-EM 2008 erreichte der Song Spielerfrauen Platz 93. Im darauffolgenden Jahr trat die Gruppe auf Einladung des Goethe-Instituts in China auf. 2009 sang Basta die Songs des von Walter Moers und Thomas Pigor geschriebenen Fernsehmusicals Käpt’n Blaubär und der blöde Wolf und übernahm darin auch Sprechrollen.
Das fünfte Album Fünf erschien 2010 und erreichte Platz 43 der deutschen Charts. Das Lied Gimme Hope Joachim, eine Coverversion von Eddy Grants Gimme Hope Jo’anna, wurde passend zur Fußball-WM 2010 veröffentlicht und erreichte Platz 18 der deutschen Charts. 2011 erschien das sechste Studioalbum Basta macht blau, das Platz 33 der deutschen Albumcharts erreichte. Ein Jahr darauf gewann die Gruppe den alle fünf Jahre von der Fernsehzeitschrift Prisma vergebenen Prix Médial. Im September 2013 kam es zu einer Umbesetzung in der Gruppe: Arndt Schmöle ersetzte Andreas Hardegen als Bass. 2014 erschien Domino, das erste Album in der neuen Besetzung.
2016 kam Hannes Herrmann zur Band. Der Bariton hatte zuvor beim A-cappella-Ensemble High Five gesungen. Mit ihm gemeinsam nahm Basta das Album Freizeichen auf. 2018 folgte das neunte Studioalbum der Band, In Farbe. Im April 2019 wurde verkündet, dass Herrmann die Band im Sommer 2019 verlässt.
Im August 2019 kam für ihn der Bariton Mirko Schelske in die Band. Er hatte zuvor vier Jahre bei der A-cappella-Band Fünf vor der Ehe gesungen. Im Februar 2022 gab die Band bekannt, ab Ende des Jahres nicht mehr auf Tournee gehen zu wollen. Alle Bandmitglieder würden sich dann neuen Zielen und Projekten widmen.

## Bandmitglieder

### Werner Adelmann

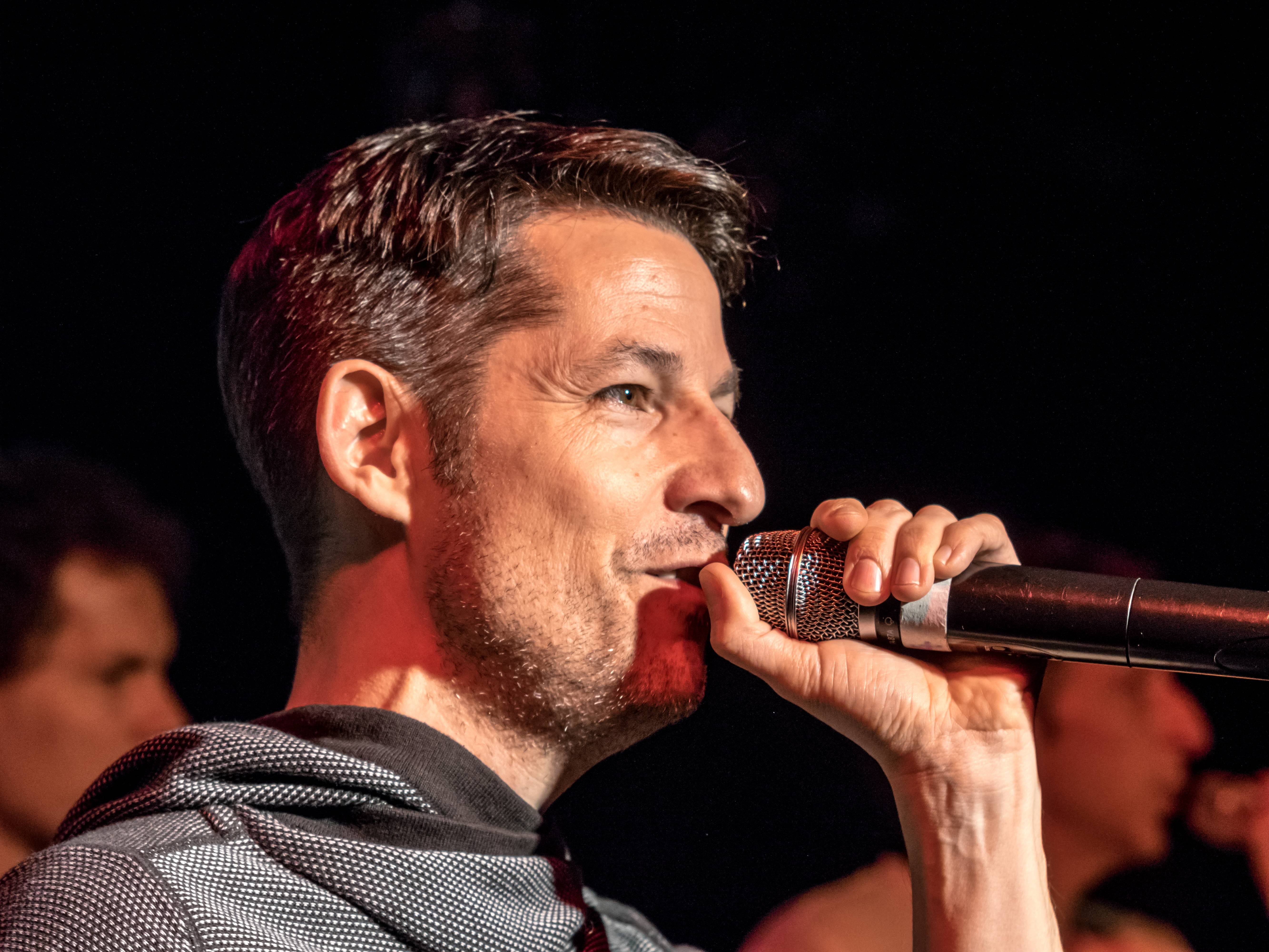
Werner Adelmann

Als Jugendlicher nahm er an diversen Schauspielprojekten teil, bis er im Alter von 14 Jahren seine eigene Band gründete. Dort war er zunächst Keyboarder, bis er bald darauf als Leadsänger agierte. Anschließend absolvierte Adelmann eine Ausbildung zum Medienassistenten, nach der er als Sounddesigner und Komponist für PC-Spiele arbeitete. Werner Adelmann kam zu Basta durch die zufällige Begegnung mit René Overmann im Skiurlaub.

### René Overmann

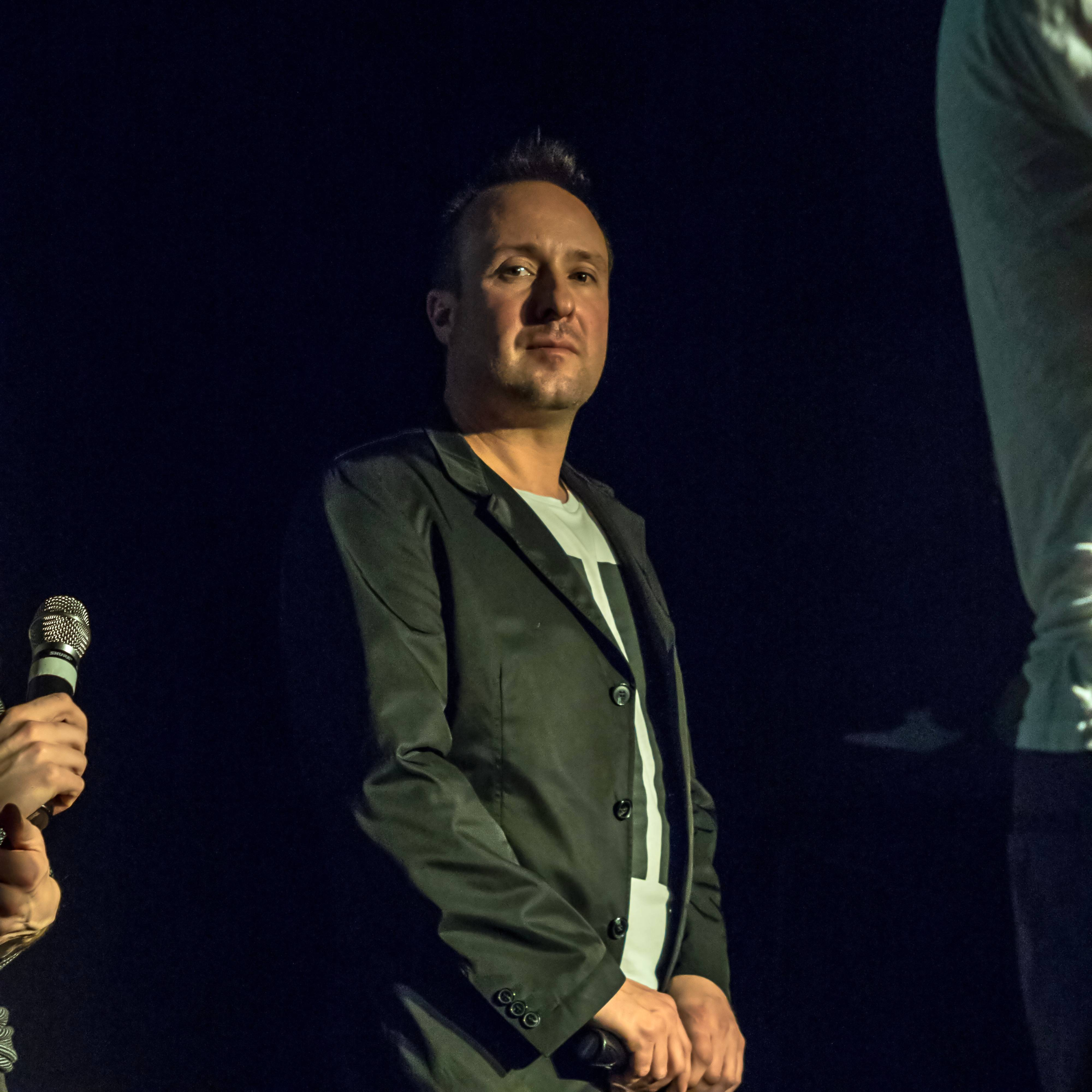
René Overmann

Overmann erhielt früh Klavier- und Klarinettenunterricht, bevor er gemeinsam mit William Wahl, den er im Humboldt-Gymnasium Köln kennengelernt hatte, die Band gründete, die später zu Basta wurde.

### Mirko Schelske
Mirko Schelske lebt in Hannover, wo er Mathematik und Musik studiert und als Chorleiter tätig ist (u. a. Choriginell bis 2014, Die Quodlibets seit 2018). Seine erste A-cappella-Band angeblich erträglich gründete er zu Schulzeiten, welche 2010 ihren ersten Auftritt hatte und heute (Stand Januar 2024) noch in derselben Besetzung singt. Von 2015 bis 2019 war Schelske Bariton und Beatboxer bei Fünf vor der Ehe.

### Arndt Schmöle

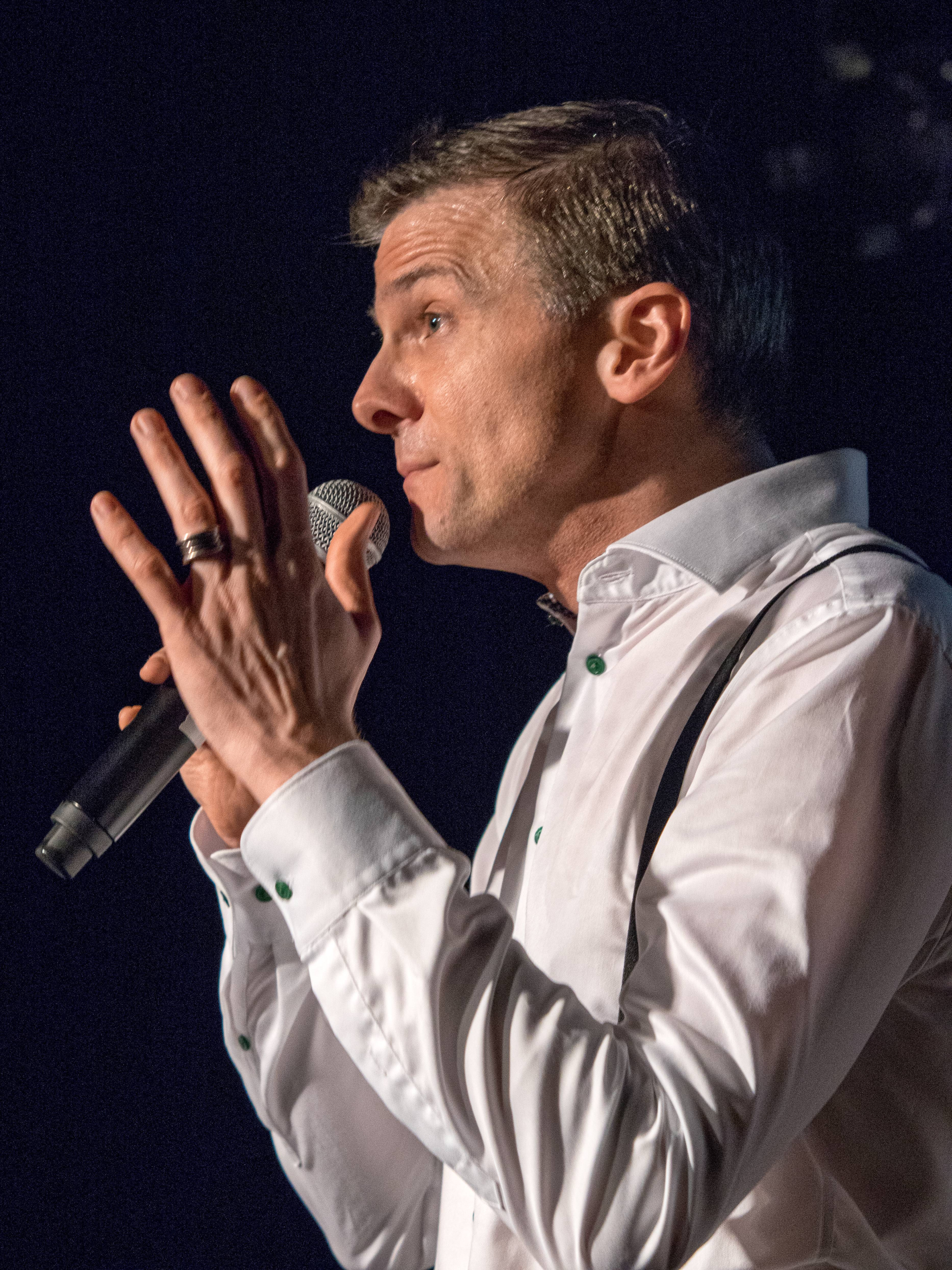
Arndt Schmöle

Arndt Schmöle kam im September 2013 zu Basta. Er singt in der Stimmlage Bass. Schmöle studierte nach früher stimmlicher Grundausbildung im Knabenchor Hannover Musik, Psychologie und Pädagogik auf Lehramt und gründete 1993 gemeinsam mit Thomas Aydintan das A-cappella-Ensemble Modell Andante. In den Jahren 1997 bis 2004 wirkte er in Hannover als Schauspieler, Sprecher und Sänger in verschiedenen Produktionen des Neuen Theaters, der Landesbühne und der Niedersächsischen Staatsoper mit. Arndt Schmöle ist neben seinem Engagement für Basta als Moderator und Synchronsprecher tätig. Seit 2012 hat er eine Dozentur für Hörspiel- und Synchronsprechen an der Ausbildungs-Akademie Deutsche POP.

### William Wahl

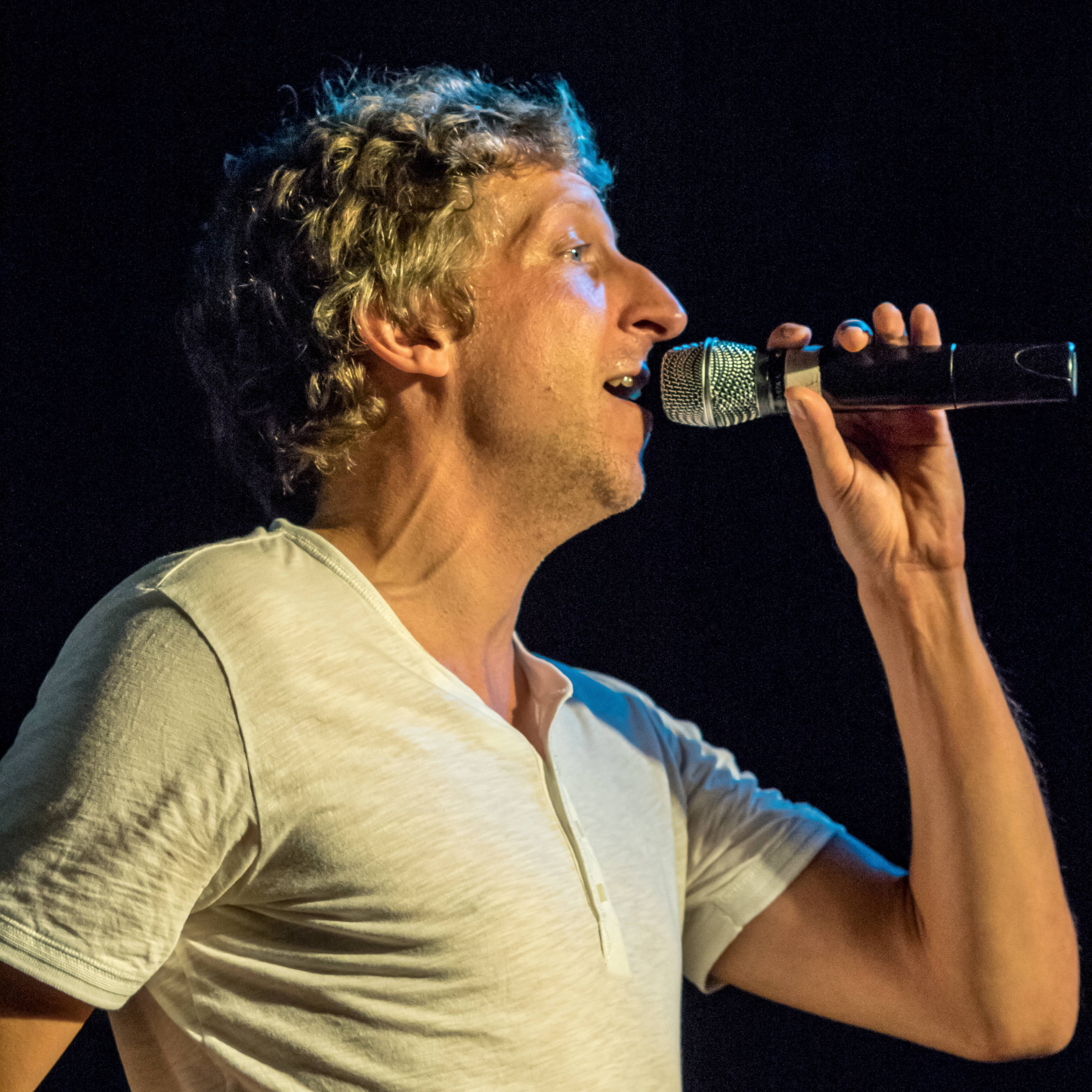
William Wahl

William Wahl gründete gemeinsam mit René Overmann noch in der Schulzeit die erste A-cappella-Gruppe, aus der sich später Basta entwickelte. Nach dem Abitur fungierte er als musikalischer Leiter diverser Musicals und studierte in Köln und Berlin Musik. Innerhalb der Band ist Wahl Autor, Texter und Arrangeur der meisten Songs. Seit 2012 arbeitet Wahl auch als Solokünstler, Klavierkabarettist und Buchautor.

### Ehemalige Mitglieder

#### Andreas Hardegen
Andreas Hardegen war Bastas Bass. Er ist gelernter Bauzeichner und Architekt. Er gründete schon früh ein Vokalensemble (Vokollegen), das acht Jahre lang bestand. Außerdem sang er in verschiedenen Oratorienchören und war solistisch als Sänger klassischer Musik tätig. In einem von Basta angesetzten Casting setzte er sich durch und besetzt bis zu seinem Ausstieg 2013 die Position des Basses innerhalb der Band.

#### Thomas Aydintan
Thomas Aydintan ist Sohn zweier Musikprofessoren. Er begann bereits im Alter von vier Jahren Geige zu spielen, etwas später folgten dann das Klavier und Gesang im Knabenchor Hannover. Erste Bühnenerfahrung sammelte er als einer der „drei Knaben“ in Mozarts Zauberflöte. Während des Studiums in Hannover gründete er 1993 das A-cappella-Ensemble Modell Andante, dem er zehn Jahre lang angehörte. Nach dem Diplom wechselte er 1997 an die Kölner Musikhochschule, studierte Liedgestaltung und wurde dort im gleichen Fach Dozent. Zwischen 2004 und 2016 war er Mitglied bei Basta.

#### Hannes Herrmann
Hannes Herrmann kommt aus Celle, hat Journalismus studiert und arbeitet als Sportkommentator. Schon mit Schulfreunden hat er Gitarre gespielt. Langjährige A-cappella-Erfahrung hat er aber schon vorher bei der Band High Five gesammelt, für die er zwischen 2006 und 2015 auch komponierte und arrangierte. Er war von 2016 bis 2019 Mitglied der Band.

## Diskografie

### Studioalben
| Jahr | Titel                 | Höchstplatzierung, Gesamtwochen, AuszeichnungChartsChartplatzierungen (Jahr, Titel, Platzierungen, Wochen, Auszeichnungen, Anmerkungen) | Anmerkungen                             |
| Jahr | Titel                 | DE | Anmerkungen                             |
| ---- | --------------------- | --- | --------------------------------------- |
| 2007 | Wir Sind Wie Wir Sind | DE91 (1 Wo.)DE | Erstveröffentlichung: November 2007     |
| 2010 | Fünf                  | DE43 (1 Wo.)DE | Erstveröffentlichung: März 2010         |
| 2011 | Basta macht blau      | DE33 (1 Wo.)DE | Erstveröffentlichung: September 2011    |
| 2016 | Freizeichen           | DE56 (1 Wo.)DE | Erstveröffentlichung: Oktober 2016      |
| 2018 | In Farbe              | DE76 (1 Wo.)DE | Erstveröffentlichung: Oktober 2018      |
| 2020 | Eure liebsten Lieder  | DE51 (1 Wo.)DE | Erstveröffentlichung: 13. November 2020 |

Weitere Veröffentlichungen
- 2002: Basta
- 2004: B
- 2006: Wir Kommen In Frieden, mit dem Klassiker Bratislava Lover[17]
- 2008: Wir Sind Wie Wir Sind - Live
- 2008: Das Songbook
- 2014: Domino

### Singles
| Jahr | Titel Album                         | Höchstplatzierung, Gesamtwochen, AuszeichnungChartsChartplatzierungen (Jahr, Titel, Album, Platzierungen, Wochen, Auszeichnungen, Anmerkungen) | Anmerkungen                     |
| Jahr | Titel Album                         | DE | Anmerkungen                     |
| ---- | ----------------------------------- | --- | ------------------------------- |
| 2008 | Spielerfrauen Wir Sind Wie Wir Sind | DE93 (1 Wo.)DE | Erstveröffentlichung: Juni 2008 |
| 2010 | Gimme Hope Joachim Fünf             | DE18 (7 Wo.)DE | Erstveröffentlichung: Juni 2010 |